# Discografia di Gabriella Cilmi

## Album in studio
| Anno | Titolo                                                                                        | Classifiche | Classifiche   | Classifiche |
| Anno | Titolo                                                                                        | Regno Unito | Nuova Zelanda | Australia   |
| ---- | --------------------------------------------------------------------------------------------- | ----------- | ------------- | ----------- |
| 2008 | Lessons to Be Learned - Pubblicato: 31 marzo 2008 - Etichetta: Island - Formati: CD, Digitale | 8           | 6             | 2           |
| 2010 | Ten - Pubblicato: 22 marzo 2010 - Etichetta: Island - Formati: CD, Digitale                   | 28          | -             | 17          |
| 2013 | The Sting - Pubblicato: 28 ottobre 2013 - Etichetta: Sweetness - Formati: CD, Digitale        | -           | -             | -           |

## Extended play
| Titolo                       | Dettagli album                                                         |
| ---------------------------- | ---------------------------------------------------------------------- |
| Ronnie Scott's Live Session  | - Pubblicato: 5 maggio 2008 - Etichetta: Universal - Formati: Digitale |
| iTunes Festival: London 2008 | - Pubblicato: 14 luglio 2008 - Etichetta: Island - Formati: Digitale   |

## Singoli
| Anno | Singolo                   | Classifiche | Classifiche | Classifiche   | Classifiche | Classifiche | Classifiche | Classifiche | Classifiche | Classifiche | Album                 |
| Anno | Singolo                   | Australia   | Regno Unito | Nuova Zelanda | Italia      | Svizzera    | Austria     | Danimarca   | Paesi Bassi | Norvegia    | Album                 |
| ---- | ------------------------- | ----------- | ----------- | ------------- | ----------- | ----------- | ----------- | ----------- | ----------- | ----------- | --------------------- |
| 2008 | Sweet About Me            | 1           | 6           | 6             | 4           | 2           | 2           | 5           | 1           | 1           | Lessons to Be Learned |
| 2008 | Don't Wanna Go to Bed Now | 28          | –           | –             | –           | –           | –           | –           | –           | –           | Lessons to Be Learned |
| 2008 | Save the Lies             | –           | 33          | –             | –           | –           | –           | –           | –           | –           | Lessons to Be Learned |
| 2008 | Sanctuary                 | –           | –           | –             | –           | –           | –           | –           | 72          | –           | Lessons to Be Learned |
| 2008 | Warm this Winter          | –           | 22          | –             | –           | –           | –           | –           | –           | –           | Lessons to Be Learned |
| 2010 | On a Mission              | 16          | 9           | –             | 20          | –           | 63          | –           | 51          | –           | Ten                   |
| 2010 | Hearts Don't Lie          | 51          | 134         | –             | –           | –           | –           | –           | –           | –           | Ten                   |
| 2010 | Defender                  | –           | –           | –             | –           | –           | –           | –           | –           | –           | Ten                   |
| 2013 | The Sting                 | –           | –           | –             | –           | –           | –           | –           | –           | –           | The Sting             |
| 2013 | Simmetry                  | –           | –           | –             | –           | –           | –           | –           | –           | –           | The Sting             |

## Altro
- 2005 - Don't Tell Me (nella colonna sonora di Hating Alison Ashley)
- 2008 - Ob-La-Di, Ob-La-Da (in Mojo Presents: The White Album Recovered, Vol. 1)
- 2009 - Non ti aspettavo (Libertà) (duetto con Nevio)
- 2009 - How Can I Tell You (in Island Life: 50 Years of Island Records)